# Crisis de gestión de residuos en Nápoles

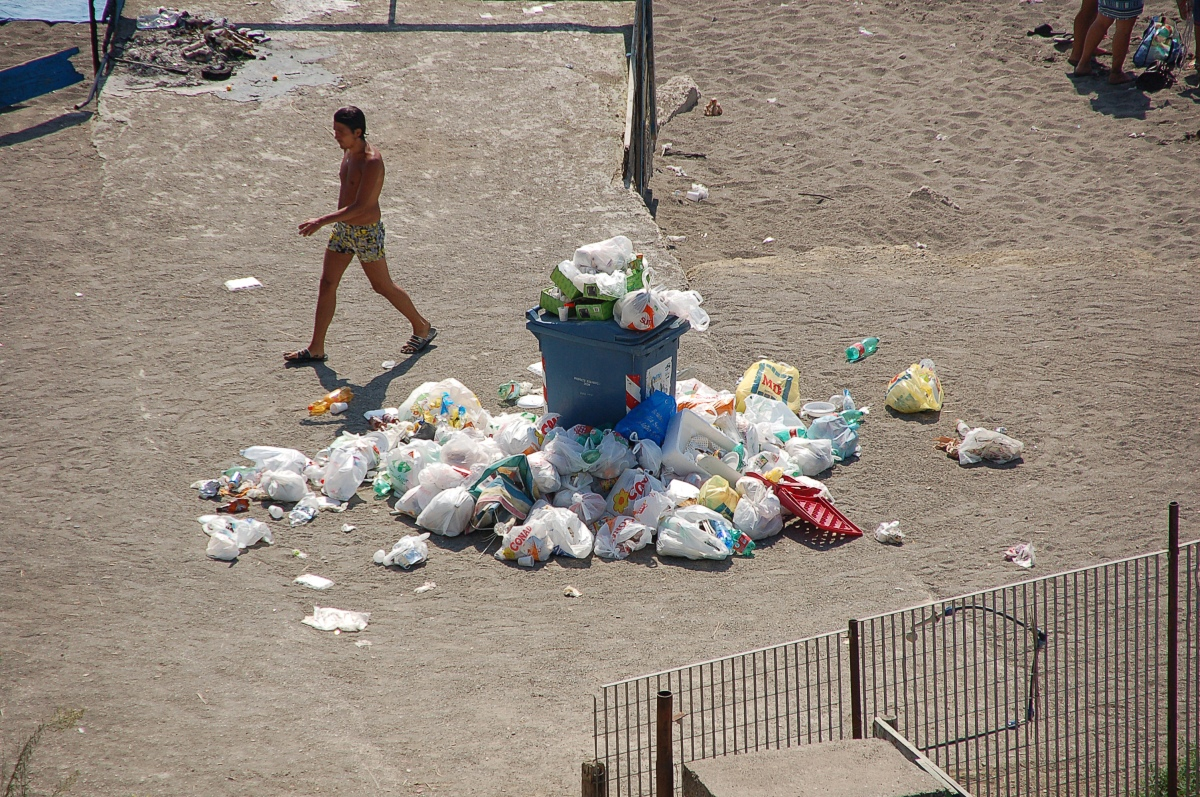
Basura sin recoger en una playa de Nápoles durante la crisis de los residuos en 2010

La crisis de gestión de residuos de Nápoles es una serie de acontecimientos que se iniciaron a principios de 1980 en la región de Campania, Italia. Hace referencia a la falta de recogida de basura y el vertido ilegal de residuos tóxicos en los alrededores de la ciudad de Nápoles (también conocido como el área metropolitana de Nápoles). En 1994, la región de Campania declaró formalmente el estado de emergencia, que finalizó en 2008. Sin embargo, la crisis ya había causado impactos negativos en el entorno y en la salud de las personas, en concreto en el área que a día de hoy conocemos como triángulo de la muerte. Debido a la quema de residuos tóxicos en los vertederos sobresaturados y en las calles, Nápoles y las áreas circundantes empezaron a conocerse como la "Tierra de piras" (terra dei fuochi). La crisis se atribuye en gran parte al fracaso del gobierno por no ser capaz de gestionar correctamente las basuras. Al mismo tiempo, se relaciona esta gestión de los desechos con la Camorra.

## La emergencia
En la década de los 80 y los 90, Nápoles y la región de Campania fueron víctimas del vertido de residuos sólidos en vertederos ya desbordados. Sin tener ningún plan de gestión de basuras, en el principal vertedero de Nápoles, en el barrio de Pianura, comenzaron a verterse desechos, tanto peligrosos como no peligrosos, en donde también se incluía basura provenientes del norte de Italia. En febrero de 1994, el primer ministro Carlo Azeglio Ciampi declaró el estado de emergencia en Campania, y creó el Comité para la Emergencia de Residuos en Campania (Commissariato di Governo por l'emergenza rifiuti en Campania). El vertedero de la Pianura se cerró en 1996.

## La respuesta del gobierno

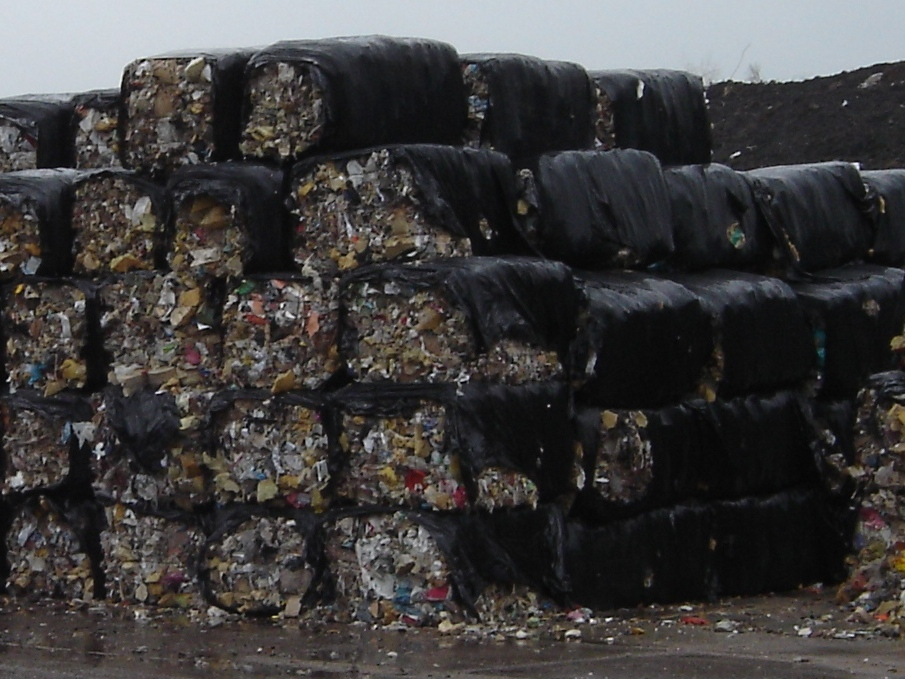
Almacenamiento de residuos destinados a la incineración

Después de que el primer comisario fuese destituido, Antonio Rastrelli tomó posesión en 1996. En julio de 1997, se aprobó un plan de gestión de desperdicios a nivel regional. En 1998, se inició una solicitud de licitación en la que las distintas compañías encargadas de los residuos pudieran construir plantas de tratamiento de las mismas, incluyendo incineradores, para generar combustibles derivados a partir de desechos. A finales de 1998, el grupo italiano Salini Impregilo ganó la licitación. Su modo de trabajar se basaba en bajos costes en lugar del uso de tecnología para solucionar la gestión de la crisis de residuos. En diciembre de 1999, todos los vertederos de la región se encontraban al máximo de su capacidad y se había empezado a acumular la basura en las calles. En 2001 se construyó la primera planta para gestionar los ecoballes, pero no fue capaz de lidiar con la cantidad diaria de basura, ni tampoco la calidad de la misma la hacía apta para la incineración. El FIBE (la empresa Salini Impregilo) pudo decidir la ubicación de sus instalaciones sin ninguna consulta local o valoración de impacto medioambiental y en el 2002, había planeado construir un incinerador en Acerra y Santa Maria la Fossa. Los fallos y la incapacidad para gestionar los desechos en la ciudad hicieron que el presidente de Campania, Antonio Bassolino, dimitiese en 2004. En el 2002, los vertederos de Tufino y Montecorvino Pugliano estuvieron cerrados debido a la contaminación de residuos tóxicos en el agua subterránea. Mientras tanto, los ciudadanos de estas localidades protestaban por la construcción de incineradoras, e incluso en ocasiones hubo revueltas violentas. Este periodo pasó a ser conocido como "la emergencia de la emergencia".
En septiembre de 2004, una publicación científica en la Oncología de Lanceta acuñó el término "triángulo de la muerte" en relación con las poblaciones de Acerra, Nola y Marigliano, ya que presentaban los índices de cáncer más altos de toda Italia. El informe fue acogido con cierto rechazo por el Consejo Nacional de Investigación A pesar de todo, despertó el interés y la preocupación por este asunto y se convirtió en la fuente científica más citada durante la crisis.
En el 2005 aún se tenían que construir los incineradores, y la acumulación y demandas de almacenamiento de los ecoballes aumentó. La Camorra empezó a comprar terreno que era posteriormente alquilado al FIBE para almacenar las basuras. Esto produjo dificultades financieras para el FIBE, además de causarle incapacidad para cumplir con los compromisos contractuales. El 30 de noviembre de 2005, el gobierno italiano rescindió su contrato con el FIBE.

## La era Berlusconi

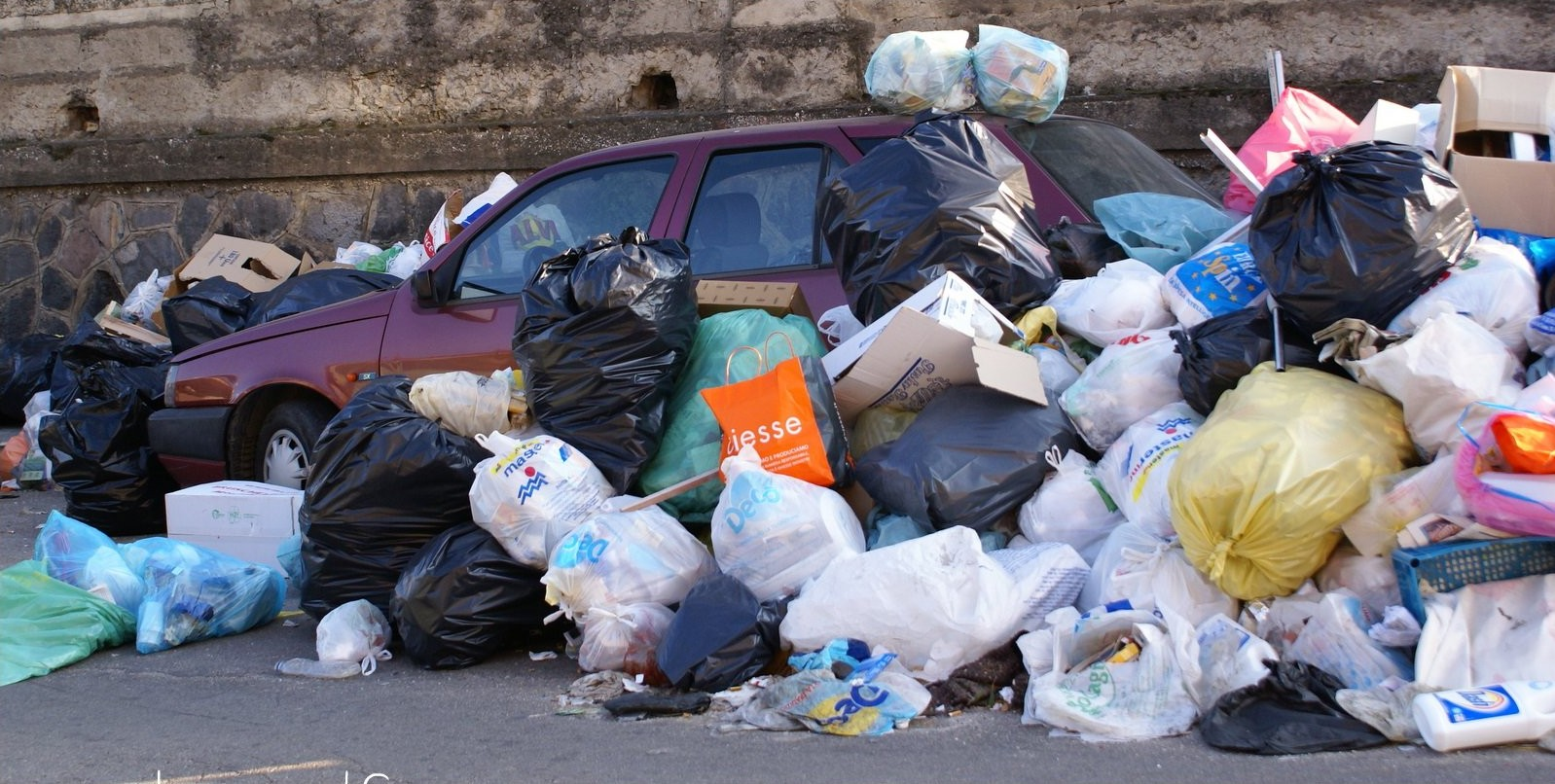
Un automóvil inundado con residuos en Aversa en febrero de 2008

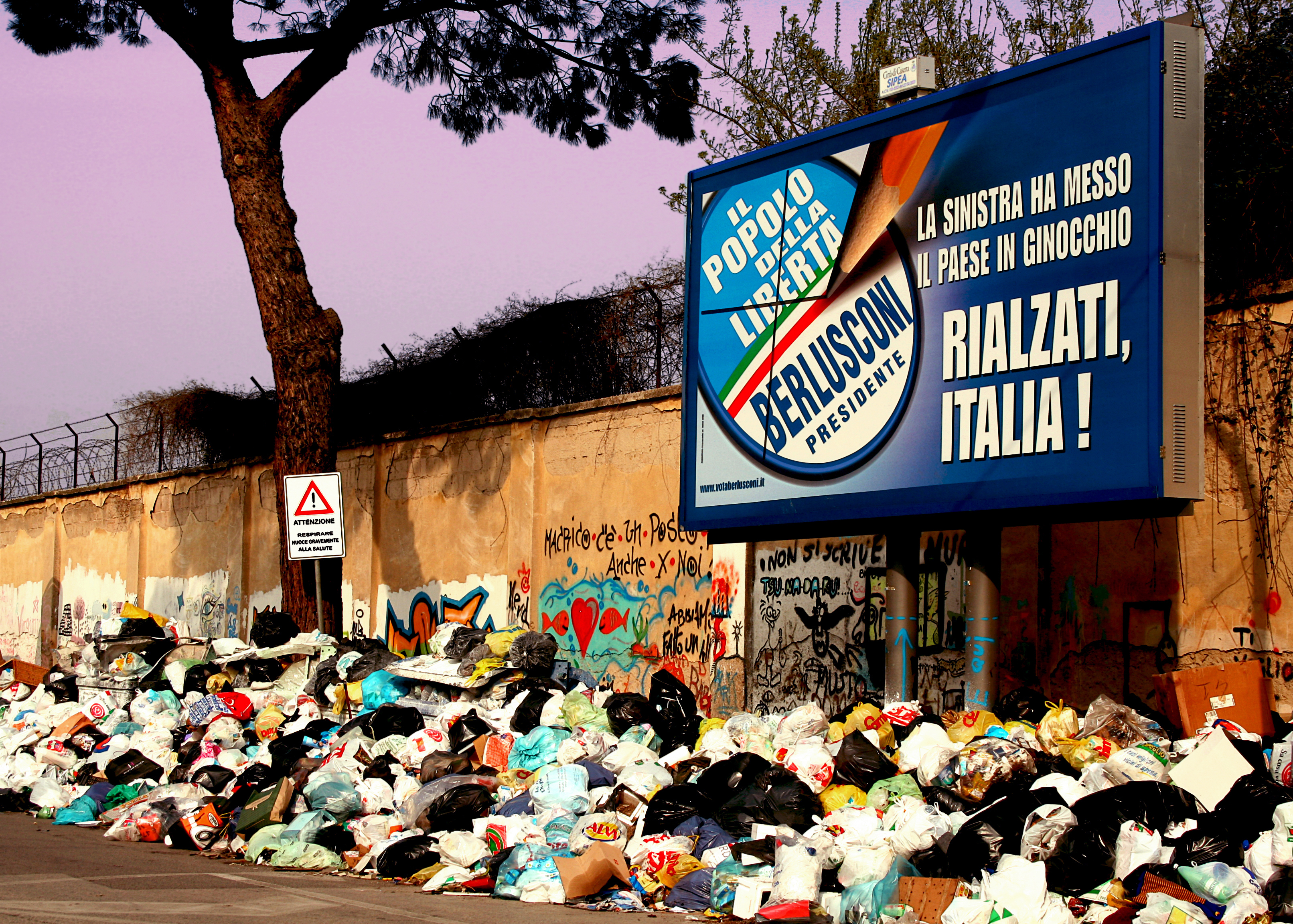
Cartel de campaña para las elecciones generales de 2008 rodeada de residuos en Caserta

Antes de conocerse el resultado de la licitación, en el 2007, el gobierno del primer ministro italiano Romano Prodi, anunció planes para la solución de la crisis, incluyendo el envío de toneladas de basuras en tren a Alemania, así como la reapertura de los vertederos de Pianura y Chiaiano (abierto en 2009), lo cual llevó a protestas más violentas. Berlusconi tomó medidas inmediatas, y convocó su primera reunión de gabinete en Nápoles. En aquel momento nombró a un nuevo comisario de residuos, Guido Bertolaso (entonces la cabeza del Departamento de Protección Civil). En mayo de 2008, el primer ministro nuevamente elegido Silvio Berlusconi, decretó que las protestas en la proximidad de los vertederos, incineradores o cualquier planta relacionada con la gestión de desperdicios, sería un delito penal. Además, se enviaron 700 toneladas de basura por día a incineradores en Hamburgo, Alemania, mientras que se construían nuevos incineradores en el sur de Italia. En julio de 2008, Berlusconi empezó la Operazione Strade Pulite (Operación Calles Limpias), en la cual se vieron implicadas las Fuerzas armadas italianas para ayudar en la extracción de basura de las calles. El 17 de julio de 2008, Berlusconi comunicó que la emergencia había terminado debido a la ausencia de residuos en las calles. Sin embargo, la basura pronto empezó a acumularse en las calles, aunque desde el partido se aseguró que las calles estarían limpias antes del 31 de diciembre de 2009.
El 18 de marzo de 2009, el incinerador de Acerra se inauguró con un coste de 350 millones de euros. El incinerador quema 600.000 toneladas de basura por año para producir combustible derivado de residuos, y la energía producida en la instalación es suficiente como para abastecer 200.000 casas por año. En junio de 2009, el vertedero de Terzigno, dentro del parque nacional del Vesubio, también se reabrió, y causó protestas violentas. En septiembre de 2010, se informó de que todavía había 600 toneladas de desechos en las calles.
Entre junio y noviembre de 2011, el alcalde nuevamente elegido de Nápoles y magistrado antimafia Luigi de Magistris, se encargó de disminuir la cantidad de basura en las calles, que pasó de 2.500 toneladas a cero. Organizó el traslado de la basura a los Países Bajos en barco, que comenzó en enero de 2012.

## Causas
Los informes de 2008 declararon que la crisis fue causada, al menos en parte, por la Camorra, la poderosa mafia con sede en Campania, que creó un negocio lucrativo en el negocio de eliminación de desechos municipales, principalmente en el triángulo de la muerte.
Con la complicidad de las empresas industriales, los metales pesados, los desechos industriales, los productos químicos y los desechos domésticos se mezclaron con frecuencia, y posteriormente se arrojaron cerca de las carreteras y se quemaron para evitar su detección, lo que condujo a una grave contaminación del suelo y del aire.
Según Giacomo D'Alisa et al., "La situación empeoró durante este período a medida que Camorra diversificó su estrategia de eliminación de residuos ilegales: 1) transportó y arrojó residuos peligrosos en el campo; 2) vertió basuras en cuevas o agujeros ilegales; 3) mezcló residuos tóxicos con textiles para evitar explosiones y luego quemarlos, y 4) mezcló tóxicos con desechos urbanos para su eliminación en vertederos e incineradores."

Un miembro de Camorra, Nunzio Perella fue arrestado en 1992 y comenzó a colaborar con las autoridades; según él mismo había dicho "la basura es oro". El jefe del clan Casalesi, Gaetano Vassallo, admitió haber trabajado sistemáticamente durante 20 años para sobornar a los políticos y funcionarios locales y así obtener su consentimiento para arrojar desechos tóxicos. Giorgio Napolitano, presidente de la República Italiana, dijo en junio de 2008:
Es cierto, no solo para los ciudadanos sino también para el gobierno, que la transferencia sistemática de residuos tóxicos de las industrias del norte de Italia a Campania fue cometida por la Camorra
Giorgio Napolitano, 4 de junio de 2008.
La crisis de gestión de la basura es principalmente el resultado de un fallo del gobierno para controlar el vertido ilegal de basuras. El gobierno había intentado promover programas de reciclaje y gestión de desechos, pero no pudo, lo que provocó la expansión de oportunidades para actividades ilegales, lo que causó más barreras para resolver la crisis de residuos.

## En la cultura popular
Esta crisis nos la presenta Roberto Saviano en su libro Gomorrah, así como la película del mismo nombre. Es también el tema principal del documental Biùtiful cauntri.